# サッカーパプアニューギニア代表
サッカーパプアニューギニア代表（サッカーパプアニューギニアだいひょう）は、パプアニューギニアサッカー協会（PNGFA）によって編成されるパプアニューギニアのサッカーのナショナルチーム。

## 概要
愛称の『kapuls』は、トク・ピシンでパプアニューギニアなどに生息する有袋類、クスクスを意味する。国際サッカー連盟（FIFA）に加盟したのは1963年だが、初めてワールドカップ予選に参加したのは1998年のフランス大会からで、OFCネイションズカップやパシフィックゲームズでも上位進出を果たせず、長らく低迷期にあった。また、そのような国際大会に参加する場合を除いて他国と試合を組む機会が少なく、フル代表は2008年から2010年までの3年間、国際Aマッチを組まなかったことから、一時期FIFAランキングから除外されていた。
その後は国外から指導者を招聘しながら精力的に活動を続け、自国開催となったOFCネイションズカップ2016では、
前回大会王者のタヒチらを抑えてグループリーグを首位通過すると、準決勝ではソロモン諸島に2-1で競り勝ち、初の決勝進出を果たした。決勝ではPK戦の末ニュージーランドに敗れ、準優勝に終わったものの、いずれもグループステージで敗退した過去3大会の成績から、大きな躍進を遂げた。

## 成績

### FIFAワールドカップ
パプアニューギニアサッカー協会設立（1962年）以降について記載
- 1966年 - 不参加
- 1966年 - 不参加
- 1970年 - 不参加
- 1974年 - 不参加
- 1978年 - 不参加
- 1982年 - 不参加
- 1986年 - 不参加
- 1990年 - 不参加
- 1994年 - 不参加
- 1998年 - 予選敗退
- 2002年 - 不参加
- 2006年 - 予選敗退
- 2010年 - 不参加
- 2014年 - 予選敗退
- 2018年 - 予選敗退
- 2022年 - 予選敗退

### OFCネイションズカップ
| 開催年              | 結果               | 試合     | 勝利     | 引分     | 敗戦     | 得点     | 失点     |
| ------------------- | ------------------ | -------- | -------- | -------- | -------- | -------- | -------- |
| 1973                | 不参加             | 不参加   | 不参加   | 不参加   | 不参加   | 不参加   | 不参加   |
| 1980                | グループリーグ敗退 | 3        | 1        | 0        | 2        | 6        | 22       |
| ホーム&アウェー1996 | 予選敗退           | 予選敗退 | 予選敗退 | 予選敗退 | 予選敗退 | 予選敗退 | 予選敗退 |
| 1998                | 予選敗退           | 予選敗退 | 予選敗退 | 予選敗退 | 予選敗退 | 予選敗退 | 予選敗退 |
| 2000                | 予選敗退           | 予選敗退 | 予選敗退 | 予選敗退 | 予選敗退 | 予選敗退 | 予選敗退 |
| 2002                | グループリーグ敗退 | 3        | 0        | 1        | 2        | 2        | 12       |
| 2004                | 予選敗退           | 予選敗退 | 予選敗退 | 予選敗退 | 予選敗退 | 予選敗退 | 予選敗退 |
| 2008                | 不参加             | 不参加   | 不参加   | 不参加   | 不参加   | 不参加   | 不参加   |
| 2012                | グループリーグ敗退 | 3        | 0        | 1        | 2        | 2        | 4        |
| 2016                | 準優勝             | 5        | 2        | 3        | 0        | 13       | 4        |
| 合計                | 4/10               | 14       | 3        | 5        | 6        | 23       | 42       |

### パシフィックゲームズ
| 開催年 | 結果               | 試合 | 勝利 | 引分 | 敗戦 | 得点 | 失点 |
| ------ | ------------------ | ---- | ---- | ---- | ---- | ---- | ---- |
| 1963   | 1回戦敗退          | 1    | 0    | 0    | 1    | 1    | 3    |
| 1966   | 4位                | 4    | 1    | 0    | 3    | 14   | 14   |
| 1969   | 3位                | 6    | 3    | 1    | 2    | 11   | 10   |
| 1971   | 4位                | 3    | 1    | 1    | 1    | 19   | 11   |
| 1975   | グループリーグ敗退 | 2    | 0    | 0    | 2    | 3    | 9    |
| 1979   | ベスト8            | 3    | 1    | 1    | 1    | 15   | 3    |
| 1983   | 4位                | 4    | 1    | 0    | 3    | 22   | 10   |
| 1987   | 3位                | 6    | 3    | 2    | 1    | 26   | 4    |
| 1991   | グループリーグ敗退 | 3    | 1    | 1    | 1    | 3    | 2    |
| 1995   | グループリーグ敗退 | 3    | 1    | 1    | 1    | 11   | 5    |
| 2003   | グループリーグ敗退 | 4    | 1    | 1    | 2    | 12   | 7    |
| 2007   | 失格               | 失格 | 失格 | 失格 | 失格 | 失格 | 失格 |
| 2011   | グループリーグ敗退 | 4    | 2    | 1    | 1    | 22   | 4    |
| 合計   | 12/13              | 43   | 15   | 9    | 19   | 159  | 82   |

## 歴代監督
- リチャード・タマリ・ナガイ（1996-1998）
- ジョン・ダバニ（英語版）（2002）
- スティーブ・ケイン（英語版）（2002）
- ルートヴィヒ・ペカ（英語版）（2003-2004）
- マルコス・グスマン（英語版）（2004-2011）
- フランク・ファリーナ（2011-2013）
- マイク・キーニー（英語版）（2013）
- ウィントン・ルーファー（2014-2015）
- フレミング・セリッツレウ（英語版）（2015-2018）
- ボブ・モリス（英語版）（2019-2021）
- マルコス・グスマン（英語版）（2021-2022）
- サンティアゴ・マリナ（2022-）